# Unió Política Nacional (Grècia)
Unió Política Nacional (grec Εθνική Πολιτική Ένωσις, Ethniki Politiki Enosis, EΠΕ) fou una coalició política grega creada de cara a les eleccions legislatives gregues de 1946 pel Partit dels Liberals Venizelistes, el Partit Nacional Unionista i el Partit Democràtic Socialista de Grècia. A les eleccions va obtenir el 19,28% dels vots i 68 escons.